# 修士（政治学）
修士（政治学）（しゅうし せいじがく）は、修士の学位であり、政治学に関する専攻分野を修めることによって日本で授与されるものである。上位の学位に博士（政治学）、下位の学位に学士（政治学）、同じく政治学に関連する学位として公共政策修士（専門職）及び公共経営修士（専門職）などがある。